# Stephen Gibb
Stephen Thadius Crompton Gibb (* 1. prosince 1973, Londýn) je britsko-americký hudebník. Byl členem mnoha hardrockových a metalových kapel, například 58, Black Label Society, Crowbar, Kingdom of Sorrow, The Underbellys, SkilletHead a Saigon Kick. Steve je syn Barryho Gibba a v současné době hraje na kytaru ve skupině svého otce.

## Mládí
Steve se narodil v Londýně v Anglii jako prvorozený syn Barryho Gibba a Lindy Gibbové. Vyrůstal v Miami na Floridě ve Spojených státech. Ve třech letech začal hrát na klavír, ale když mu bylo třináct, rozhodl se, že by raději hrál na kytaru. V tomto rozhodnutí ho utvrdil zážitek z koncertu skupiny Van Halen. 

## Kariéra

### 1980–1990
Dne 14. října 1988 odehráli Gibb a devět dalších studentů The Lear School v Miami svůj první koncert. Jejich skupinu založil Isaac Ersoff, učitel s hudebním vzděláním, který v jejich škole ale učil matematiku. Studenti vystupovali v době oběda a při zvláštních událostech ve škole. Navzdory skutečnosti, že jejich střední škola byla počátkem roku 1989 uzavřena, udržovali Gibb, Mike Wolofsky a Matt Ackerman i nadále své přátelství.
Téhož roku Gibb a přátelé založili vlastní kapelu, která byla pokřtěna NNY, což byla zkratka pro No Name Yet (Zatím Bezejména). Později se přejmenovali na ZEX a pod tímto názvem vystupovali na koncertě ve Miamském klubu Woody's, který vlastnil kytarista The Rolling Stones Ronnie Wood . Poté pracoval Gibb jako kytarový technik na turné Bee Gees One For All.

### 1990–2000
Poté, co byl dva roky otcovým kytarovým technikem, se v roce 1991 zapsal Stephen na hudební školu v Miami, kde získal svůj titul. Začal psát písně, z nichž první byla „Whisky Jam“. Další písně napsané během této doby byly „Shadow of Your Dreams“ s Emersonem Forthem a Denizem Koseem, „Hole in My Soul“ také s Koseem a „Ren and Stevie“ s technikem Middle Ear Studio Scottem Glaselem a jeho přítelkyní Amandou Greenovou. Tato píseň byla úvodní znělkou pro kreslený seriál Ren a Stimpy.
V roce 1992 Gibb a další, včetně Fortha, založili metalovou kapelu SkilletHead, která hrála v různých klubech v Miami a okolí. Ten rok Gibb také příležitostně vystupoval jako podpůrný kytarista s Bee Gees. V únoru 1997 se Gibb připojil ke skupině The Underbellys. Tato pětičlenná kapela zahrnovala Billyho Velveta (zpěv), Joela Dasilva (kytara), Seana 'Evil' Gerovitze (basa), Randyho Blitze (bicí) a Gibba hrajícího na kytaru. Kapela hrála na mnoha místech včetně např. Viper Room v Los Angeles a Don Hills v Greenwich Village. Skupina nahrávala pro Columbia Records. Hudebního producenta jim dělal Pat DiNizio z The Smithereens. Nakonec nedošlo k podpisu nahrávací smlouvy a skupina se rozpadla. V listopadu 1997 vystoupil Gibb živě se svým otcem a strýci na koncertu „One Night Only“ v Las Vegas. V letech 1997 a 1998 se také účastnil turné se skupinou Smithereens.

### 2000–2010
V tomto období se Gibb připojil k Nikki Sixx, Bucket Baker a Dave Darling ve skupině 58. Koncept, který měl Sixx na mysli, když tvořil 58, byla skupina, která nevystupuje živě a propaguje se pouze přes Internet, skrze společnost Americoma Records, kterou za tím účelem vytvořil. Název kapely odkazuje na rok 1958, kdy se narodili Sixx i Darling. Jejich zvuk, jak je doloženo na jediném albu skupiny vydaném počátkem roku 2000, byl samozvaný mix „glamu, hip hopo, rocku, popu, funky a silniční havárie“. Gibb je také spoluautorem písně „Who We Are“, která je součástí alba Diet for a New America.
Ve stejném roce se Gibb objevil ve videoklipu Counterfeit God od Black Label Society a jejich Stronger than Death jako chlápek s lebkami a řetězy. Kapela v té době neměla stálého basistu (zaskočil jej Mark Wahlberg). Na jaře 2000 se Gibb připojil jako baskytarista k Zakk Wyldově heavymetalové skupině Black Label Society. Album BLS Alcohol Fueled Brewtality bylo nahráno na živo v říjnu 2000 a vydáno 16. ledna 2001. Gibbovy doprovodné vokály je možné slyšet na skladbách jako „Stronger Than Death“. Album Ozzfest 2001: The Second Millennium pak ještě obsahuje skladbu "Superterrorizer" nahranou 9. června v Alpine Valley Music Theatre ve Wisconsinu. Krátce poté, jen několik týdnů před začátkem Ozzfestu, opustil Gibb kapelu z osobních důvodů.
Na poačátku roku 2004 plánoval Kirk Windstein, zakladatel skupiny Crowbar, její znovuzrození. Steve měl roli kytaristy, Pat Bruders baskytaristy a Tommy Buckley hrál na bicí. Jejich evropské turné v roce 2004 mělo úspěch, jehož vrcholem bylo jejich vystoupení na festivalu With Full Force v německém Lipsku . Tato píseň se stala jádrem vydaného DVD Crowbar: Live With Full Force, které v roce 2007 sestavil Gibb spolu s Johnem-Martinem Vogelem ze směsi záběrů z koncertů, zákulisí a rozhovorů. Kapela cestovala po Evropě, Velké Británii a Spojených státech. Album z roku 2005 Lifesblood for the Downtrodden bylo nahráno ve studiu Middle Ear Studios, vlastněné Gibbovým otcem.
V roce 2005 se Windstein spojil s Jamey Jastou z Hatebreedu a vytvořil nový vedlejší projekt s názvem Kingdom of Sorrow. Stejnojmenné debutové album kapely vyšlo 19. února 2008 u Relapse Records. Album se dostalo na 131. příčku americké hitparády Billboard a v prvním týdnu po vydání se prodalo 6 000 záznamů. Album bylo nahráno na Planet Z s producentem Zeussem, známým pro jeho spolupráci se Shadows Fall a mnoha dalšími. Gibb na tomto v několika skladbých hraje první kytaru a také provedl některá sóla. Zúčastnil se také úvodního propagačního turné alba koncem února a začátkem března roku 2008. V roce 2007 hrál Gibb na singlu svého otce Drown On the River.
Gibb opustil skupinu Crowbar v roce 2009 s odvoláním na rodinné a obchodní závazky v Miami.

### 2010–2020
Když jeho otec Barry Gibb sestavil kapelu, která bude doprovázet jeho první světové sólové turné s názvem Mythology Tour, Stephen se přidal jako první kytarista a odehrál tak mnoho koncertů k výročním plesům Love & Hope Balls (viz níže).
První část turné proběhla v Austrálii a na Novém Zélandu v únoru 2013. Gibb sólově předvedl bluegrassovou skladbu On Time, kterou napsal Maurice Gibb, a také druhý vokál hitu Bee Gees I Gotta Get a Message to You. Druhá etapa turné proběhla v Anglii a Severním Irski v září 2013. Jako druhé Gibbovo sólo byla přidána skladba Fight (No Matter How Long), která byla napsána v roce 1986 jako součást alba Bunbury Tails. Třetí etapou bylo šest amerických koncertů v květnu 2014. V rámci propagace vystoupil Gibb se svým otcem 21. května 2014 na The Tonight Show s Jimmym Fallonem. V roce 2015 absolvoval Gibb turné po Severní Americe jako kytarista kapely Jasta v čele s Jamey Jastou .
Gibb se připojil k sestavě Saigon Kick na oslavách stého výročí Broward County na Floridě, na pouličním festivalu ve Fort Lauderdale dne 3. října 2015.

## Film
Gibb se objevil coby člen gangu v úvodních scénách filmu Bad Boys II režiséra Michaela Baye.
V roce 2003 byla skladba "Stormy" použita ve filmu The Dr. Jekyll & Mr. Hyde Rock n' Roll Musical a vynesla skupině 58 nominaci za nejlepší skladbu na evropských cenách Fennec Awards.
V září 2006 napsal Gibb, jeho otec a bratr Ashley skladbu „Drown on the River“, která byla v roce 2007 použita ve filmu Burta Reynoldse Deal.
Film Olivera Schmitze Shepherds and Butchers (2016) obsahuje během závěrečných titulků skladbu „Angels“, kterou napsal Gibb společně se svým otcem a bratrem Ashley.

## Charitativní vystoupení
Po mnoho let byli Gibbovi rodiče předsedy mezinárodního výboru Love and Hope Committee (Výboru pro lásku a naději) pro Nadaci Diabetes Research Institute se sídlem v Miami na Floridě. Každý rok se koná galavečer, který pomáhá získat finanční prostředky na výzkum. Často na něm vystupuje i Barry Gibb. V letech 2009, 2012 a 2014 zde Gibb doprovázel svého otce. V roce 2009 předvedl vlastní skladbu „Living in the Rain“ a své debutové představení písně věnoval své manželce Glorii.
Na 34. plesu Love and Hope Ball, který se konal v hotelu Westin Diplomat Resort & Spa v roce 2008, byli Gibb, jeho sourozenci a jejich partneři uvedeni do skupiny oceněných Young Society Honourees.